# Hyospathe peruviana
Hyospathe peruviana är en enhjärtbladig växtart som beskrevs av Andrew James Henderson. Hyospathe peruviana ingår i släktet Hyospathe och familjen Arecaceae. Inga underarter finns listade i Catalogue of Life.